# Zygophylax elongata
Zygophylax elongata är en nässeldjursart som beskrevs av Ramil och Vervoort 1992. Zygophylax elongata ingår i släktet Zygophylax och familjen Lafoeidae. Inga underarter finns listade i Catalogue of Life.